# Горностаевка (Каховский район)
Горноста́евка (укр. Горностаївка) — посёлок в Каховском районе Херсонской области Украины. Центр Горностаевской поселковой общины. До 19 июля 2020 года входил в состав и являлся административным центром Горностаевского района.

## Географическое положение
Горностаевка расположена на левом берегу Каховского водохранилища, в центральной части Херсонской области.

## История
Горностаевка известна с конца XVIII века, когда сюда прибыли переселенцы из Полтавской и Черниговской губерний. Первоначально оно входило в Каирскую волость Перекопского уезда Новороссийской губернии, а с 1802 года — в Днепровский уезд Таврической губернии.
Жители села были государственными крестьянами. Количество населения постоянно увеличивалось вследствие притока новых партий переселенцев. Так, в 1816 году в Горностаевке насчитывалось 220 дворов, а в 1833 году уже 284 двора. Жители занимались в основном скотоводством и земледелием.
В конце XIX столетия в Горностаевке действовали 27 ветряных и паровая мельницы. Развивалась торговля. Через село проходила большая торговая дорога, связывавшая Перекоп с Екатеринославом, ежегодно устраивались две ярмарки. Местные торговцы имели более 20 небольших лавок бакалейных и промышленных товаров с товарооборотом свыше 250 тысяч рублей в год. В селе действовала речная пристань.
В 1923 году в результате проведения первой реформы административно-территориального деления УССР был образован Херсонский округ, в состав которого вошёл Горностаевский район. Новообразованный район состоял из Князе-Григоровской и Благовещенской волости.
После образования района в 1923 году началось повышение грамотности среди взрослого населения. Через два года в районе были созданы 19 ликбезов и 6 школ малограмотности, в которых учились в основном женщины в возрасте от 18 до 50 лет. Неграмотность была преодолена к концу 1930-х годов.
В 1928 году началась массовая коллективизация крестьянских хозяйств, которая была завершена до 1933 года.
В апреле 1930 года в Горностаевке было открыто отделение Государственного банка, на займы которого колхозы, предприятия, учреждения и отдельные крестьяне начали строительство хозяйственных помещений, жилых домов. По решению ВУЦИК от 17 февраля 1935 года о разукрупнении районов на территории Одесской области было создано 29 новых районов, в том числе и Горностаевский, территория которого теперь входит в состав Херсонской области. В 1935 году начала выходить районная газета «Сталинец», на которую были подписаны почти все дворы.
В 1941 году на территории района шли жестокие бои с немцами войск 9-й и 18-й армий Южного фронта (командующие — генерал-полковник Черевиченко, генерал-майор Смирнов и генерал-лейтенант Рябишев). Район освобождали бойцы частей и соединений 5-й ударной, 44-й общевойсковой армии, 2-го гвардейского механизированного, 5-го гвардейского Донского казачьего кавалерийского корпусов.
За 1945—1950 гг. разрушенное войной хозяйство района было отстроено. Уже в 1949 году усилиями колхозов были полностью восстановлены довоенные посевные площади, возрождены все животноводческие фермы, улучшилась работа МТС. Значительная работа была проведена по восстановлению школ и культурно-просветительных учреждений.
В конце 1943 года возобновил работу районный отдел народного образования, 1 восьмилетняя и средние школы. В 1944 году обновляет свой выход районная газета «Сталинец». До 1949 года в районе работало пять кинопередвижек и радиоузлы. В 1948—1949 гг. построена межколхозная инкубаторная станция на 195 тысяч яйцемест. К 1950 году построены полумеханизированная пекарня, выпекавшая 12 тонн хлебобулочных изделий в сутки, типовая поликлиника, стационарная больница, детский сад и ясли, водонасосная станция.
С 1956 года Горностаевка относится к категории поселка городского типа. В 1958 году создан колхоз «Дружба» на базе хозяйства имени 8 марта и «Червоный Партизан». Хозяйство специализируется на производстве зерновых культур, главным образом пшеницы. Значительное место занимают и такие сухостойные культуры, как кукуруза.
В начале 1963 года согласно Указу Президиума Верховного Совета УССР от 30 декабря 1962 года состоялось дальнейшее укрупнение сельских районов во всех областях республики. Среди ликвидированных районов Херсонской области был и Горностаевский.
Указом Президиума Верховного Совета УССР от 4 января 1965 года административное районирование вновь изменили, было проведено разукрупнение районов. Горностаевский район стал административной единицей.
В 1970 году к 50-летию плана ГОЭЛРО была завершена электрификация района.
В 1972 году здесь действовали маслодельный завод и мастерские по ремонту зерновых комбайнов.
В мае 1995 года Кабинет министров Украины утвердил решение о приватизации находившихся здесь маслозавода и райсельхозтехники, в июле 1995 года было утверждено решение о приватизации птицесовхоза.

### Полномасштабное вторжение России на Украину
С 24 февраля 2022 года населённый пункт находится под российской оккупацией. Оккупационная власть уничтожила подъёмным краном установленный в посёлке памятник «Ко Дню независимости Украины» и памятный знак «Борцам за свободу и независимость Украины».

## Население
В январе 1989 года численность населения составляла 6428 человек.

### Языковой состав
Родной язык населения по данным переписи 2001 года:
| Язык       | Численность, чел. | Доля     |
| ---------- | ----------------- | -------- |
| Украинский | 6 564             | 93,78 %  |
| Русский    | 383               | 5,47 %   |
| Другие     | 52                | 0,75 %   |
| Итого      | 6 999             | 100,00 % |

## Транспорт
Посёлок расположен в 30 км от ближайшей железнодорожной станции Братолюбовка (на линии Снигирёвка — Фёдоровка).

## Культура и образование
В настоящее время в Горностаевке действуют две среднеобразовательные школы, Детская музыкальная школа, районный дом культуры. В поселке есть детская районная библиотека.